# Tim Cuddihy
Timothy John „Tim“ Cuddihy (* 21. Mai 1987 in Toowoomba, Queensland) ist ein ehemaliger australischer Bogenschütze.
Tim Cuddihy nahm im Alter von 17 Jahren zum ersten und einzigen Mal an den Olympischen Sommerspielen 2004 in Athen teil. Dort besiegte er im Einzelwettbewerb unter anderem den späteren Mannschaftsolympiasieger Park Kyung-mo und kam bis ins Halbfinale, wo er jedoch gegen den späteren Silbermedaillengewinner Hiroshi Yamamoto verlor. Durch den darauffolgenden Sieg im Kleinen Finale über Laurence Godfrey gewann Cuddihy die Bronzemedaille und damit die zweite australische Medaille im Bogenschießen bei Olympia nach der Goldmedaille von Simon Fairweather in Sydney 2000. Mit insgesamt 340 Ringen in der Finalrunde stellte er zudem einen neuen olympischen Rekord auf. Im Mannschaftswettbewerb erreichte Cuddihy zusammen mit Simon Fairweather und David Barnes den sechsten Platz.